# 德安秀政
德安秀政(とくやす ひでまさ 1966年4月15日 - ) は、福岡県福岡市出身の、日本の柔道家。階級は71kg級。組み手は、右組。得意技は、大外刈り 払腰。

## 経歴
小学２年生の時に、谷亮子や中村三兄弟を輩出した東福岡柔道教室で柔道を始める。
柔道を始めたきっかけは、家の周りの習い事が限られており剣道、柔道、習字といった選択肢しかなく母の勧めもあり柔道を習い始める。
中学３年生まで東福岡柔道教室で柔道を習い、高校は県内屈指の強豪校である福岡大学附属大濠高校に進学する。高校時代は、寮生活を行いながら柔道の稽古に励み九州大会優勝や金鷲旗3位などの実績を残す。
大学進学の際も、いくつかの選択肢があったが将来的に体育の教員になりたいという気持ちがあったため日本体育大学に進学する。進学と同時に、福岡県から上京し入寮する。
在学時の71kg級を含む中量級は、層の厚さが顕著であった。また德安のように引退後に教員兼指導者になるケースが多く見られた。
一例を紹介すると、1学年上に慶應義塾高校柔道部顧問の鏑木文隆 、福岡県の公立高校教員で古賀稔彦の実兄でもある古賀元博、1学年下に環太平洋大学(IPU)柔道部総監督の古賀稔彦、2学年下に日体大荏原高校柔道部監督の小久保純史、3学年下には崇徳高校柔道部監督の加美富章となる。
大学で猛練習をし4年の時には全日本学生柔道体重別選手権大会71kgで準優勝している（決勝の相手は同じ大学の後輩である古賀稔彦）。
この結果を受けて、大学卒業後も競技者として続けるか教員になるか悩んでいた時に、監督である山本洋祐に相談すると京葉ガスを勧められそこに入社することになる。卒業後も2年間は日体大の寮監を務める。
京葉ガスでは、午前中に会社の業務につき午後にトレーニングや稽古を行うのが日課であった。引退する26歳までに全日本実業柔道個人選手権大会やブルガリア国際柔道大会で優勝など様々な戦績を残している。(戦績に一覧掲載)

引退後の現在は、東京有明医療大学で准教授をしながら学生や子供達の指導を行っている。
戦績結果などには、徳安秀正 德安秀正 徳安秀政と記述されているが、正しくは德安秀政である。

## 戦績
1989年 全日本選抜柔道体重別選手権 71kg級 2位
1990年 全日本実業柔道個人選手権大会 71kg級 優勝
1990年 講道館杯71kg級 3位
1990年 ブルガリア国際柔道大会 71kg級 優勝
1991年 全日本選抜柔道体重別選手権 71kg級 3位
1991年 講道館杯 71kg級 3位